# ウィリアム・ポーレット (初代ウィンチェスター侯爵)
初代ウィンチェスター侯爵ウィリアム・ポーレット（英: William Paulet, 1st Marquess of Winchester, KG, PC、1483年か1485年 - 1572年3月10日）は、イングランドの政治家、廷臣、貴族。
ヘンリー8世からエリザベス1世までのテューダー朝の王に仕えた。激動の中でも失脚することなく多年にわたって地位を維持した。1531年にセントジョン男爵、1550年にウィルトシャー伯爵、1551年にウィンチェスター侯爵に叙せられた。
ウィンチェスター侯爵ポーレット家の祖にあたる。

## 経歴
1483年か1485年頃、サー・ジョン・ポーレットとその妻アリス・ポーレットの長男として生まれる。
1511年から1512年、1518年から1519年、1522年から1523年にかけてハンプシャーのシェリフを務め、1525年終わり頃にナイトの称号を得る。1529年からの宗教改革議会ではハンプシャーの州代表騎士として庶民院議員を務める。
1532年から1537年にかけては王室監査官を務める。
1536年には修道院から没収したサウサンプトン近くの土地を与えられた。
1537年10月から1539年3月まで王室会計長官を務めた。この役職の退任の際にイングランド貴族爵位ベイジングのセントジョン男爵に叙された。
1540年には後見裁判所の長官に任じられた。1542年に枢密顧問官に列し、1543年にはガーター勲章を受勲した。
1543年から1545年まで宮内長官、1545年から1550年まで王室家政長官、1546年から1549年まで枢密院議長を務める。
1547年のヘンリー8世の崩御に際しては遺言執行人の一人に指名されている。エドワード6世が即位し、初代サマセット公エドワード・シーモアの支配がはじまると国璽尚書に就任したが、数カ月で辞職した。
1550年には初代ウォリック伯ジョン・ダドリーによるサマセット公打倒に協力し、同年1月19日にイングランド貴族爵位ウィルトシャー伯爵に叙された。さらに翌1551年10月12日にはウィンチェスター侯爵に叙せられた（同じ日にウォリック伯はノーサンバランド公に叙された）。1550年から1572年まで大蔵卿を務める。
ヘンリー8世晩年からの戦争で財政が破たん状態になっていたため、1551年にはノーサンバランド公の主導で通貨悪鋳が行われたが、急速なインフレーションを招き、国家財政が危機的状態に陥った。大蔵卿のウィンチェスター侯や国際金融専門家トマス・グレシャムらによって対策が練られ、1552年には通貨の品質を向上させて信用回復を図った。また財政機構改革にもあたり、増収裁判所と初収入税・十分の一税裁判所を財務府へ吸収させた。
1553年にエドワード6世が崩御した後、はじめノーサンバランド公が女王に擁立したジェーン・グレイを支持したが、後にロンドンを脱出してメアリー1世を支持した。その結果、メアリー1世とつづくエリザベス1世の時代にも官職を維持した。
1559年と1566年の議会では貴族院議長を務めている。
1572年3月10日にハンプシャー・ベイジング・ハウスで90近い高齢で死去した。

## 栄典

### 爵位
1539年3月9日に以下の爵位を新規に叙される。
- ベイジングの初代セントジョン男爵（英語版） (1st Baron St John of Basing)
(勅許状によるイングランド貴族爵位)

1550年1月19日に以下の爵位を新規に叙される。
- 初代ウィルトシャー伯爵（英語版） (1st Earl of Wiltshire)
(勅許状によるイングランド貴族爵位)

1551年10月12日に以下の爵位を新規に叙される。
- 初代ウィンチェスター侯爵 (1st Marquess of Wincheste)
(勅許状によるイングランド貴族爵位)

### 勲章
- 1543年、ガーター騎士団(勲章)ナイト(KG)[2]

## 家族
1509年にロンドン市長ウィリアム・カペルの娘エリザベス(-1558)と結婚。彼女との間に以下の8子を儲けた。
- 長男ジョン・ポーレット (1510頃-1576) - 第2代ウィンチェスター侯爵位を継承
- 次男トマス・ポーレット (生没年不詳)
- 三男チディオック・ポーレット (生没年不詳) - サウサンプトン総督
- 四男 ジャイルズ・ポーレット (生没年不詳)
- 長女アリス・ポーレット (生没年不詳) - リチャード・ストーウェルと結婚
- 次女マーガレット・ポーレット (生没年不詳) - サー・ウィリアム・バークリーと結婚
- 三女マージェリー・ポーレット (生没年不詳) - サー・リチャード・ウォーラーと結婚
- 四女エレノア・ポーレット (生年不詳-1558) - サー・リチャード・ペックサールと結婚